# اسلام گره
اسلام گره (به انگلیسی: Islam Garh) یک منطقهٔ مسکونی در پاکستان است که در پنجاب واقع شده‌است.